# Der von Kürenberg

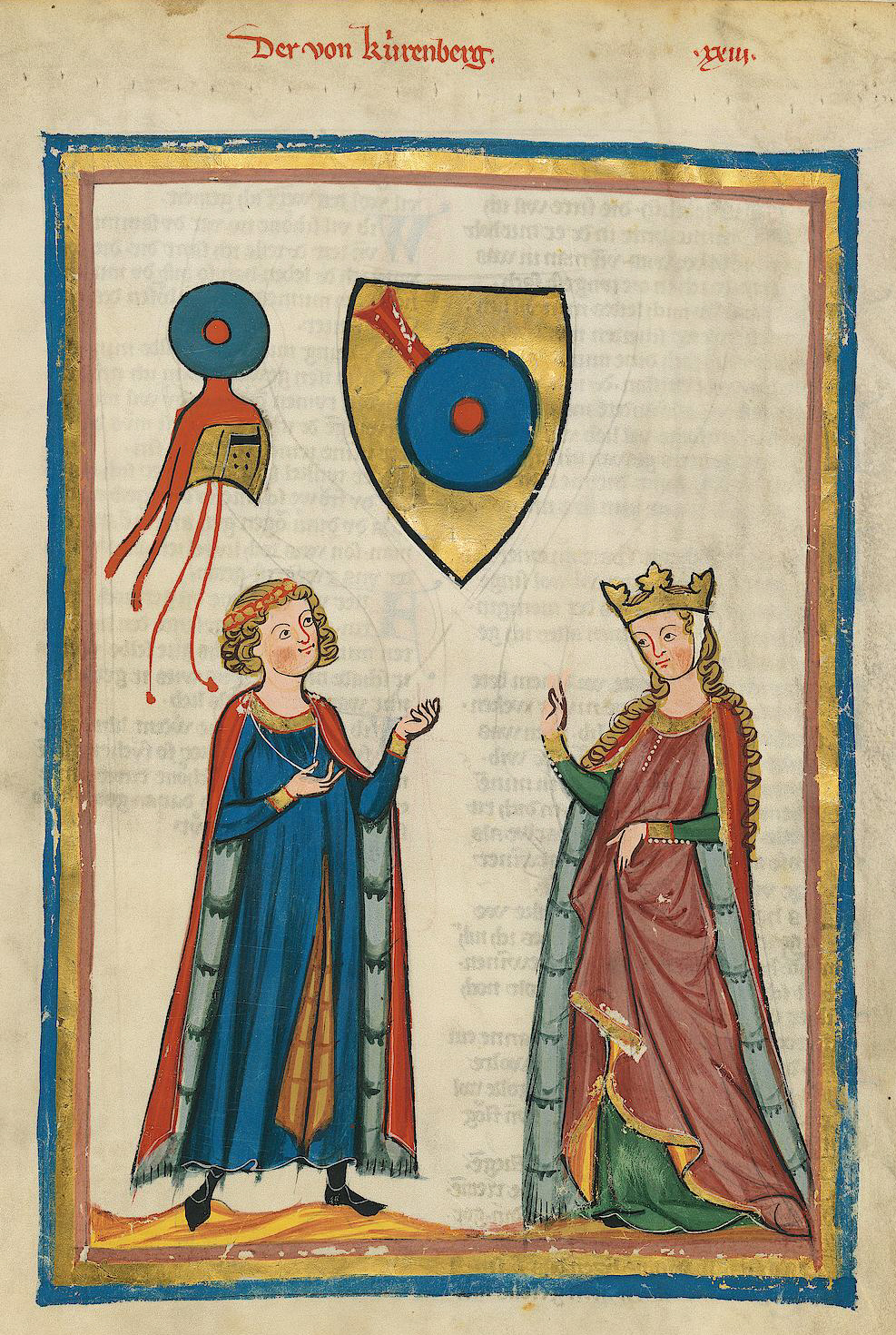
Der von Kürenberg (Codex Manesse,).

Der von Kürenberg o Der Kürenberger (Kuerenberg, Kuerenberger, fl. a mediados del siglo XII) fue un poeta austriaco, y uno de los primeros poetas con nombre conocido que escribió en alemán.

## Biografía
Era un noble austriaco, posiblemente de la región alrededor de Linz. Como Ava, la primera poetisa en alemán, Der Kürenberger vivió y trabajó en una región a lo largo del río Danubio entre Baviera y la Baja Austria. Convencionalmente se le relaciona con Linz. Era de familia de caballeros y uno de los primeros cantores viajeros (Minnesänger) comunes en esta región.
Algunas de las 14 estrofas que aparecen en el Minnesangsfrühling están agrupadas como poemas. Sus poemas fueron escritos probablemente antes de que se formulase el concepto de amor cortés ideal. En cuanto a los personajes, tienen una relación más directa y menos estilizada. Algunos están en forma de Wechsel que, a diferencia de un diálogo, corresponde a un estilo en el que dos figuras piensan la una en la otra, en lugar de dialogar directamente. El poema más conocido es la «Canción del halcón». Es posible que ambas estrofas sean pronunciadas por una mujer (podría argumentarse que fueron escritas por una mujer). Su poesía, así como la de Dietmar von Eist (Aist), sugiere que pudo haber existido una forma poética propia de la Alta Alemania/Austria antes del impacto de la influencia provenzal.
Sus poemas contrastan vivamente con aquellos de las convenciones posteriores. Tanto que algunos se han sentido tentados y sugieren que él las desaprobaba. Pero como dice Walsche, esto sería presumir demasiado. Sus poemas están compuestos casi exclusivamente en una antigua forma danubiana a la que se llama Nibelungenstrophe (el verso largo alemán). La mayor parte de sus poemas cuentan pequeñas historias. En uno de los poemas una mujer permanece en pie y escucha la canción de un caballero entre las de todos los demás. El caballero canta «in Kürenberges wise». Ella afirma que «o bien él debe abandonar el país, o ella disfrutará de su amor». La respuesta del poeta es llamar a su caballo, ponerse la armadura y huir. Esta dama es única en la poesía de su época cuando ella desea imponer el amor del caballero y busca consumar el erotismo prometido por la canción del caballero. De forma extraña, uno queda con el sentimiento de que el caballero quedó sorprendido al ser tomado en serio. Der von Kürenberg pinta ambas imágenes con pocas palabras y crea hombres y mujeres que son audaces y confiados. La impresión que él deja parece más real que la que uno esperaría que fueran los hombres y las mujeres de la aristocracia guerrera más que los retratos que de la misma hizo la poesía de la siguiente generación.

## Obra
Sus poemas estaban escritos en Alto alemán medio entre 1150 y 1170. Catorce o quince de sus versos se han conservado en el Codex Manesse, algunos de los cuales podían estar juntos como poemas. La Canción del halcón («Falkenlied») abajo transcrita es la más conocida. A veces se le cita como el autor del Cantar de los nibelungos, sobre la base de la similitud de la forma del verso, aunque considerando las circunstancias cronológicas esto parece improbable.

Ich zôch mir einen valken mêre danne ein jâr.

dô ich in gezamete als ich in wolte hân

und ich im sîn gevidere mit golde wol bewant,

er huop sich ûf vil hôhe und floug in anderiu lant.

Sît sach ich den valken schône fliegen:

er fuorte an sînem fuoze sîdîne riemen,

und was im sîn gevidere alrôt guldîn.

got sende si zesamene die gerne geliep wellen sin!
Crie a un halcón durante más de un año.

Cuando ya lo tenía domesticado como yo quería

Y cuando había adornado sus plumas con oro,

Voló al cielo y huyó a otro país.

Desde entonces he visto al bello halcón volando:

Lucía pihuelas de seda en sus pies,

Y su plumaje era todo rojo y oro.

¡Quiera Dios reunir a aquellos que están deseando amarse!